# José de Madrazo y Agudo
José de Madrazo y Agudo (Santander, 1781. április 22. – Madrid, 1859. május 9.) spanyol festő, Federico de Madrazo y Kuntz apja. Párizsban David tanítványa volt, akinek klasszicizmusát ő hozta Madridba, melyet spanyolos melegséggel hatott át. Egyik leghíresebb képe Viriathus halála a rómaiak elleni harcban (Madrid, modern képz.), továbbá A görögök és trójaiak harca Patroklos holttestéért (Róma, Quirinal). 1818-ban a San Fernando akadémia, később a madridi múzeum igazgatója volt. Kiadta Colleccion lithographica de cuadros del rey de Espana (Madrid, 1826—32, 3 kötet) c. művét. 
1838 és 1857 között a Museo del Prado igazgatója volt.

## Forrás
- Művészeti Lexikon 2. L-Z (Budapest, 1935) 55. old.. adt.arcanum.hu. (Hozzáférés: 2022. június 11.)
- José Luis Diez (Hrsg.): José de Madrazo. Madrid 1998, ISBN 84-87678-69-6.